# Dimini
Dimini (grško Διμήνι; starejša oblika Diminion) je naselje v bližini mesta Volosa v Tesaliji (osrednja Grčija), v Magneziji. To je bil sedež občine Ajzonija. To ime sega v antiko in je najzahodnejše mesto na območju Volosa. Na območju Diminija sta mikensko in neolitsko naselje. Neolitsko naselbino v Diminiju so odkrili ob koncu 19. stoletja, ko sta jo izkopala arheologa Hristos Tsuntas in Valerios Stais.
Palača antičnega mesta Jolkos (Iolcos) naj bi bila v sodobnem  Diminiju, kjer je bila pred kratkim izkopana mikenska palača.

## Prebivalstvo
| Leto | Prebivalci |
| ---- | ---------- |
| 1981 | 1608       |
| 1991 | 1956       |
| 2001 | 2125       |
| 2011 | 2279       |

## Zgodovina

### Neolitik
Kultura Dimini je znana po svojih abstraktnih poslikanih posodah. Izdelki dimini so značilni za poznejše neolitsko obdobje v vzhodni Tesaliji, čeprav so z njimi trgovali in posnemali zunaj regije in so jih identificirali vse do Cakran v Albaniji.
- Glinena vaza s polikromiranim okrasom, Dimini, Magnezij, pozni ali končni neolitik (5300-3300 pr. n. št.). Keramika? višina: 25 cm, premer ob robu: 12 cm; Narodni arheološki muzej (Atene)
- Plošča Dimini, Narodni arheološki muzej (Atene)
- Podnožje in spodnji del posode iz terakote? 3800-3300 pred našim štetjem; terakota? dolžina: 7,5 cm; Metropolitanski muzej umetnosti (New York)
- Fragment roba iz terakote z mrežasto zasnovo; 3800-3300 pred našim štetjem; terakota? dolžina: 10,6 cm; Metropolitanski muzej umetnosti
- Terakota rob sklede? 3800-3300 pred našim štetjem; terakota? dolžina: 12,8 cm; Metropolitanski muzej umetnosti

### Antika
Leta 1886 sta Lolling in Wolters izkopala mikensko grobnico, tolos, znano kot Lamiospito. Leta 1901 je Valerios Stais odkril tolos na hribu neolitskega naselja. Od leta 1901 do leta 1903 je delal v naselju Dimini s Hristom Tsuntasom. Leta 1977 je George Hurmuziadis nadaljeval izkopavanja  neolitskega naselja. Leta 1980 so se začela izkopavanja v mikenskem naselju v Diminiju pod vodstvom V. Adrimija-Sismanija. Leta 2001 so odkrili mikensko naselje in palačni kompleks, ki je morda del antičnega mesta Jolkos. Kamnita utež in črepinja, popisana z linearno pisavo B, nista bila odkrita. 
Po teoriji vdora naj bi bili ljudje neolitske kulture Dimini odgovorni za nasilno osvojitev kulture Sesklo okoli 5000 pred našim štetjem. Po tej  teoriji so Diminijanci in Seskljani dva ločena kulturna subjekta. I. Lyritzis ponuja drugačno zgodbo, ki se nanaša na odnose med Diminijem in Sesklom. Skupaj z R. Gallowayem primerja  keramiko obeh z uporabo metode termoluminescenčne datacije. Odkril je, da so se prebivalci naselja v Diminiju pojavili okoli 4800 pred našim štetjem, štiri stoletja pred padcem kulture Sesklo (okoli 4400 pred našim štetjem). Ugotovil je, da so celo nekaj časa sobivali.